# ザッキン美術館
ザッキン美術館 (ザッキンびじゅつかん、Musée Zadkine) は、パリ6区（モンパルナス地区）にある、ロシア帝国（現ベラルーシ）出身の彫刻家・画家オシップ・ザッキンの美術館。1928年以降、ザッキンが妻で画家のヴァランティーヌ・フラックスとともにアトリエ兼住宅とした場所であり、パリ市に遺贈され、1982年にザッキン美術館として開館。2012年に新装開館した。木像24点、石像32点、ブロンズ像6点を含むコレクション約70点が室内と緑豊かな庭に展示されている。

## 歴史
ラテン語とギリシャ語を教える教師の息子として1890年にロシア帝国（現ベラルーシ）のヴィツェプスクに生まれたオシップ・ザッキンは、英国で造形学を学んだ後、1909年にパリへ移住し、エコール・デ・ボザールで彫刻を学んだ。1910年、エコール・ド・パリの画家・彫刻家やロシア・中東欧での弾圧を逃れてきた若いユダヤ人画家・彫刻家が多く住むモンパルナス地区の集合アトリエ兼住宅「ラ・リューシュ」でしばらく過ごし、藤田嗣治、モディリアーニ、ピカソ、アポリネールらに出会い、親交を結んだ。1912年にヴォジラール通り114番地に部屋を借りた。
第一次大戦下の1916年1月、ザッキンはフランス政府の呼びかけに応じて志願し、外国人部隊に入隊。ロシア人衛生隊に配属された。同年11月、毒ガスを浴びせられて入院した後、1917年10月に除隊。心身ともに衰弱したままパリに戻り、7区のルスレ通りに部屋を借りて創作を始めた。鉛筆、木炭、インク、水彩などによるデッサンをもとにエッチングを制作し、『フランス軍ロシア人衛生隊配属の第一外国人部隊の兵士オシップ・ザッキンのエッチング20点』と題する画集にまとめた。
1918年、友人の画家アンリ・ラメの招きに応じてモントーバン近くの小村ブリュニケルで彫刻作品の制作を始め、展覧会を開催した。1919年にパリに戻り、ルスレ通りの隣人であったアルジェリア生まれの画家ヴァランティーヌ・フラックスと1920年に結婚。1921年にフランスに帰化した。1920年代にはたびたび個展を開催して作品を発表した。1928年、ルスレ通りから6区のアサス通りに引っ越し、ここを「アオシス」と名付けた。これが現在のザッキン美術館である。第二次大戦下、米国に亡命した1941年から45年を除き、彼は生涯にわたってここを住宅兼アトリエとし、ヴァランティーヌとともに制作に励んだ。1981年にヴァランティーヌが亡くなると、遺産はすべてパリ市に遺贈され、パリ市が二人の家を美術館に改築し、1982年4月19日にパリ市美術館の1つとして開館した。
2011年から改装工事が行われ、2012年10月8日に新装開館した。6つの展示室のほか、「庭のアトリエ」があり、屋外にもブロンズ像が展示されている。

## コレクション
主な所蔵作品（公式ウェブサイト LA COLLECTION よる）
- 木像（24点）：《男の頭像》《ブドウの収穫》《プロメテウス》《カリアティード》《水を運ぶ女》《横たわる裸婦》《ヘルマフロディトスのトルソー》《少女》《デメテル、またはポモナ》《女のトルソー》《チェロのトルソー》
- 石像（32点）：《うずくまる像》《鉛の目の頭像》《母性》《英雄の頭像》《女の頭像》《音楽家》《美しい女中》《男の頭像》《レダ》《フェードル (パイドラ)》《女の身体》《鳥の女》
- 陶像：《吹きさらしの心臓、または私生活》
- セメント像：《聖家族》《女の胸像》
- 石膏像：《金の鳥》《レベッカ、または水を運ぶ大女》《建築のための彫刻》《プロメテウスの頭像》
- ブロンズ像（6点）：《アコーディオン弾き》《破壊された都市のトルソー》《レベッカ、または水を運ぶ大女》《人間の森》《ヘルマフロディトス》《ヴィーナスの誕生》
- デッサン：《兵舎》《ダフネ》《思い出して》《夫婦》《踊り》
- グワッシュ：《サーカス》《村》
- 写真：《ラ・リューシュのアトリエのザッキン》《キリスト像を制作するザッキン》その他彫刻作品の写真、ヴィランティーヌ・プラックスの写真
- タピスリー：《奉納》
- ヴィランティーヌ・プラックスの絵画：《兎と鶏のある静物画》《荒らされた農家のアルルカン》《建具屋の仕事場》

## 特別展
公式ウェブサイト EXPOSITIONS PASSEES による。
- 2018 - 2019: オシップ・ザッキン ― 素材の本能
- 2017 - 2918: 石の存在
- 2016 - 2017: 戦争のデッサン/デスタン (運命)
- 2013 - 2014: 古代ロシアへの旅
- 2011: フレデリック・リュシアン展
- 2010 - 2011: フリオ・ヴィラーニ展
- 2010: 王克平展
- 2009: 紙上のザッキン
- 2008 - 2009: 創造 / 破壊
- 2007: 逆転した時
- 2006-2007: ジャコブ・ゴーテル展
- 2006: 7月の寒暖
- 2005: ナターシャ・ニジック展
- 2005: コスミック・シティ・ブレッド（アンヌ・ドゲル、スザンナ・フリッチャー、ジャン・コップ、鈴木昭男らの作品）
- 2005: ヤン・ディベッツ展
- 2004: 響き ― 鈴木昭男とオシップ・ザッキン
- 2003 - 2004: ピエール・ビュラグリオ展
- 2003: スザンナ・フリッチャー展
- 2002 - 2003: リュクサンブール（公園）

## アクセス
- 住所：100 bis, rue d'Assas 75006 Paris（パリ6区アサス通り）
- 地下鉄：Notre-Dame des Champs (パリメトロ12号線); Vavin (パリメトロ4号線)
- RER B : Port-Royal
- バス (パリ交通公団: RATP) 83、38、58、82、91
- 開館時間：10時～18時（月曜休館、メーデーを含む一部の祝日休館）

## 参考資料
- 公式ウェブサイト オシップ・ザッキンの生涯、コレクション、特別展 (フランス語)
- メゾン・デ・ミュゼ・デュ・モンド ザッキン美術館 (日本語)